# マツリカ
マツリカ（茉莉花、アラビアジャスミン）は、モクセイ科ソケイ属（ジャスミン、素馨）の1種の常緑半蔓性灌木。学名Jasminum sambac。インド、スリランカ、イラン、東南アジアなどで自生する。サンスクリットのマリカー (サンスクリットラテン翻字: mallikā) が語源。
中国語では（双瓣）茉莉、インドネシア語・マレー語ではムラティ (melati)、フィリピン語ではサンパギータ (sampaguita)、ヒンディー語ではモグラ (mogra)、ハワイ語ではピカケ (pikake, pikaki) で、日本でもこれらの名で呼ばれることがある。

## 利用
花は香りが強く、ジャスミン茶（茉莉花茶）などに使われる。中国では、早朝に摘んだ生花の香りを緑茶に移したり、乾燥した蕾をウーロン茶に混ぜたりしてジャスミン茶が作られる。ハーブオイルやお香などにも使われる。

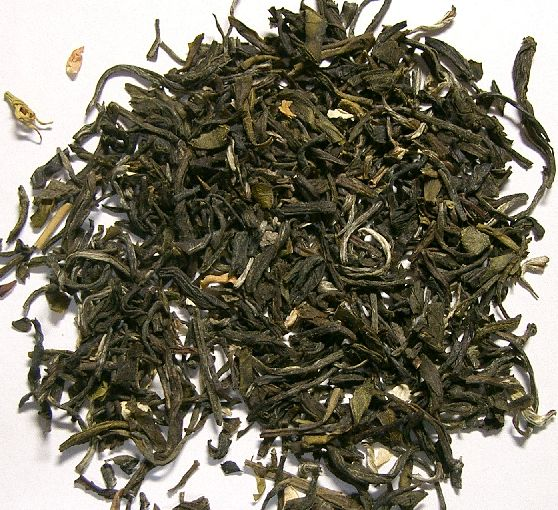
ジャスミン茶。白いかけらがマツリカの花。

## 栽培
熱帯植物のため寒さに弱く、最低温度が10℃以上ある場所で栽培する。日本では、沖縄などの一部地域を除いて戸外で冬越しができないため、鉢植えにする。
鉢植えは、初夏から秋の初めまでは日当たりのよい戸外に置き、10月から5月初旬までは日当たりのよい暖かい室内で管理する。室内の鉢を戸外に出す際は、日ざしや気温の急変がないよう徐々に慣らすようにする。サンルームのような日当たりがよく、冷たい風から保護される場所に置いた鉢植えでは、関東地方でも6月から10月まで花を見ることができる。
増やしたい場合、挿し木を利用する。日本では高温期の7月から9月に緑枝ざし、または半熟枝ざしを行う。また、挿し木より時間がかかるが、高とり法または枝伏せ法（枝の途中を地面に埋めて枝を出させる）で増やすことができる。

## 国花
1937年、フィリピンの国花に制定された。
1990年には、コチョウランの原種Phalaenopsis amabilis、ラフレシアの1種Rafflesia arnoldiiと共に、インドネシアの国花に制定された。